# Rybák damarský
Rybák damarský (Sternula balaenarum) je malý africký druh rybáka z rodu Sternula.

## Popis
Rybák damarský se podobá ostatním malým rybákům rodu Sternula, jako jediný má však ve svatebním šatu černou čepičku sahající až ke kořeni zobáku a černě zbarvený zobák. Černá kresba křídla zahrnuje lemy krajních dvou až tří ručních letek. Nohy jsou hnědé nebo černé. V prostém šatu má bílé čelo a přední část temene.

## Rozšíření
Hnízdí na západním pobřeží jižní Afriky od Jihoafrické republiky na sever téměř k rovníku. Celosvětová populace byla odhadnuta na 3 500 až 4 000 jedinců. Po vyhnízdění se zčásti přesunují na sever, kde zimují v Guinejském zálivu na západ po Ghanu a Libérii. V roce 2002 byl celosvětový odhad opraven na 14 000 jedinců.